# 邦邦加省
邦邦加省（英語：Province of Bumbunga）是一个位于澳大利亚南部邦邦加的一个农场的私人国家。它的创始人和唯一的统治者是英国猴子训练师、铀探矿者和邮政局长亚历克斯·布拉克斯通。

## 历史

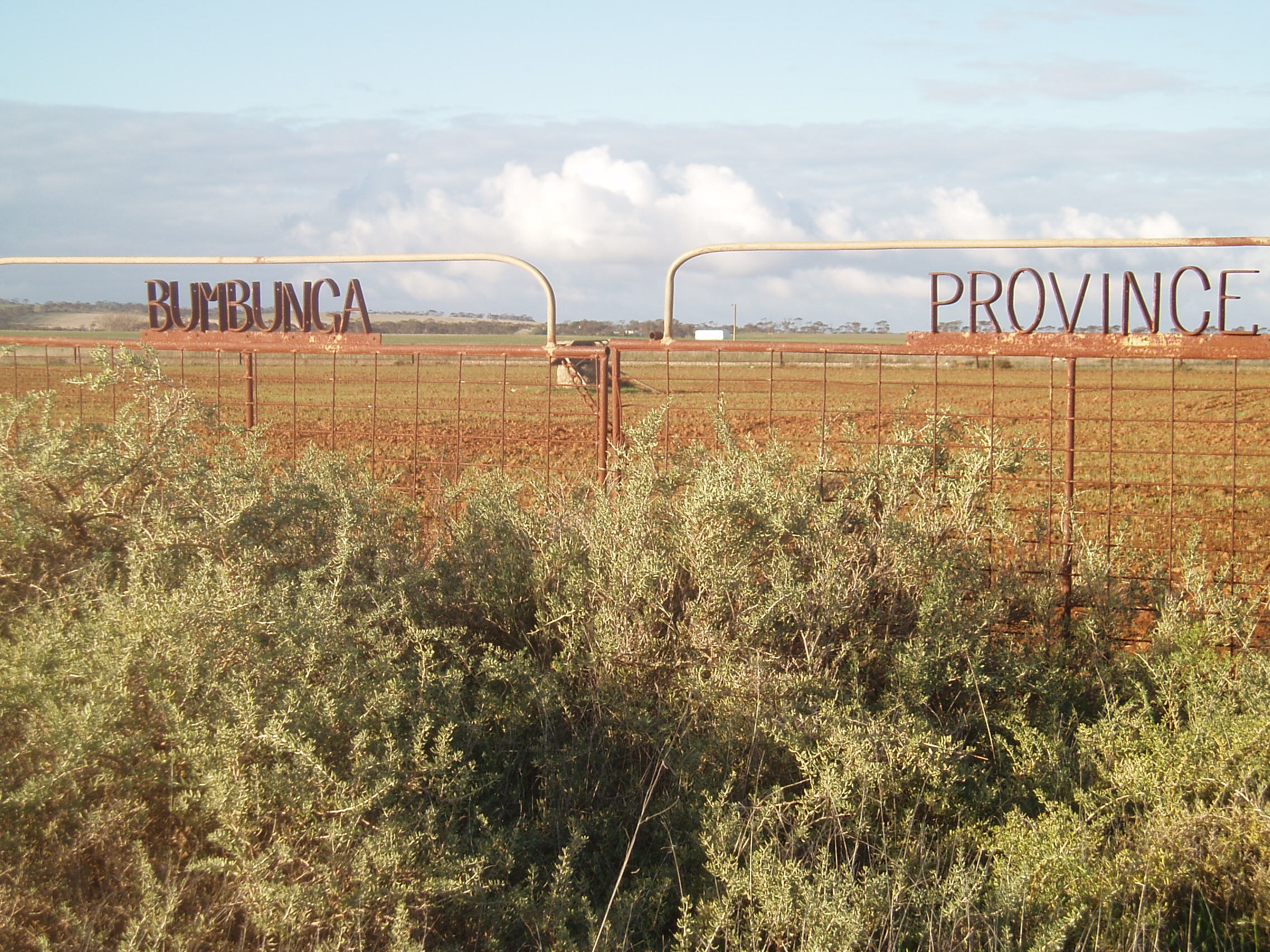
2006年邦邦加省西南门的照片。

1975年11月，澳大利亚总督约翰·克尔在有争议的情况下解散了澳大利亚总理高夫·惠特拉姆的工党政府。
英国君主主义者布拉克斯通对他所看到的澳大利亚从君主立宪制走向彻底的共和制的事情感到震惊。为了确保至少部分澳大利亚大陆永远忠于英国王室，他于1976年3月29日宣布，他的位于阿德莱德东北部的4公顷土地成为独立的邦邦加省，并任命自己为邦邦加省总督。
然后，布拉克斯通以种植数以千计的草莓来吸引游客。他的想法是让邦邦加省的草莓园成为纯英式风格的婚礼仪式中心。他从英国订购了来自不同国家的大量土壤，但当澳大利亚海关查获布拉克斯通从英国进口的土壤时，实施工作被推迟。之后，在干旱期间，邦邦加省的5万棵草莓灌木丛死亡。
1980年，邦邦加省开始发行描绘英国王室成员的灰姑娘邮票。虽然邮资不高，却受到集邮者和古怪收藏家的欢迎。邦邦加省最终制作了15个系列，每个5000份。
1987年，澳大利亚投资法的变化降低了集邮投资的吸引力，导致布拉克斯通放弃了它的商业运作。1999年，布拉克斯通被捕并被指控非法拥有枪支。由于他作为邦邦加省统治者的地位，他对外交豁免的主张是不成功的，他最终被驱逐出境并被遣返回英国。